# Renco Posinković
Renco Posinković (Spalato, 4 gennaio 1964) è un ex pallanuotista croato, vincitore di una medaglia d'oro ai giochi olimpici di Seul 1988.

## Palmarès

### Trofei nazionali
- Campionato jugoslavo: 1

Jadran Spalato: 1991

### Trofei internazionali
- Eurolega: 2

Jadran Spalato: 1991-92, 1992-93
- Coppa COMEN: 2

Jadran Spalato: 1991, 1995
- Coppa delle Coppe: 1

Mornar: 1986-87

## Riconoscimenti
- Premio nazionale per lo sport "Franjo Bučar": 1993